# (6257) Thorvaldsen
(6257) Thorvaldsen est un astéroïde de la ceinture principale.

## Description
(6257) Thorvaldsen est un astéroïde de la ceinture principale. Il fut découvert le 26 mars 1971 à l'observatoire Palomar par Cornelis Johannes van Houten, Ingrid van Houten-Groeneveld et Tom Gehrels. Il présente une orbite caractérisée par un demi-grand axe de 2,34 UA, une excentricité de 0,09 et une inclinaison de 7,9° par rapport à l'écliptique.
Il est nommé d'après le sculpteur danois Bertel Thorvaldsen (1768-1844).

## Compléments